# Orlanda Amarílis
Orlanda Amarílis, née le 8 octobre 1924 à Assomada, sur l'île de Santiago, et morte le 1er février 2014 à Lisbonne, est une femme de lettres cap-verdienne. Son nom est souvent associé à celui de son mari, l'écrivain portugais Manuel Ferreira, lui-même spécialiste de littérature luso-africaine. 
Orlanda Amarílis collabora au premier numéro de l'éphémère revue littéraire Certeza avec une réflexion sur les femmes, « Acêrca da Mulher ».  
Très impliqué dans la promotion de la littérature lusophone, le couple a beaucoup voyagé (Nigeria, Canada, États-Unis) et vécu notamment à Goa et en Angola. 
Les deux recueils de nouvelles d'Orlanda Amarílis abordent des thèmes tels que la condition féminine au Cap-Vert et une identité cap-verdienne en devenir.